# Барановичи (футбольный клуб)
«Барановичи» — белорусский футбольный клуб, базирующийся в городе Барановичи, Брестская область. Домашний стадион — стадион «Локомотив». Клуб был основан в 1945 году, на протяжении своей истории много раз менял своё название. Цвета команды красно-синие.

## История
В советское время клуб много раз менял название, но играл преимущественно в низших лигах чемпионата БССР. С 1993 года клуб начал выступать во Второй лиге чемпионата Беларуси.
В 2003 клуб возглавил уроженец Барановичей, известный в прошлом нападающий Андрей Хлебосолов. Он пригласил в «Барановичи» опытных игроков, вместе с которыми выступал раньше (из них наибольшую известность у любителей клуба приобрёл Сергей Сергель). В результате клуб уверенно победил во Второй лиге и вышел в Первую лигу.
В Первой лиге «Барановичи» сначала занимали место в середине таблицы. После клуб выступал более уверенно: в 2009 и 2010 занимал итоговое 6 место, а игрок «Барановичей» Михаил Колядко стал лучшим бомбардиром в сезоне 2009. Но в сезоне 2011 клуб из-за финансовых проблем покинули основные игроки, и, не одержав ни одной победы за сезон, «Барановичи» снова выбыли во Вторую лигу.
Сезон 2012 года клуб закончил в нижней половине таблицы Второй лиги. В 2013 клуб выступал более успешно, заняв пятое место. В сезоне 2014 команда после упорной борьбы одержала победу в группе Б и вышла в финальный раунд. В финале «Барановичи» сначала находились за пределами первой тройки, которая выходила в Первую лигу. Но, одержав ряд побед в последних турах, команда смогла занять первое место и через три года вернуться в Первую лигу.
19 августа 2024 года Андрей Кипра оставил должность главного тренера «Барановичей». Главным тренером клуба вместо Андрея Кипры назначен Роман Киренкин. В 2024 году «Барановичи» стала самой посещаемой командой Первой лиги. В среднем её матчи посещало 1240 человек.

## Достижения
- Чемпион Второй Лиги (2003, 2014).
- Высшее достижение в Первой Лиге — 6 место (2009, 2010).
- Высшее достижение в Кубке Беларуси — 1/4 финала (2005, 2006).

## Основной состав
| 1  | Флаг Беларуси | Вр  | Артур Дресманис  | 2007 |  |  |  |  |  |
| 35 | Флаг Беларуси | Вр  | Михаил Рудаков   | 2005 |  |  |  |  |  |
|    | Флаг Беларуси | Вр  | Максим Высоцкий  | 1995 |  |  |  |  |  |
|    |               |     |                  |      |  |  |  |  |  |
| 2  | Флаг Беларуси | Защ | Никита Шаманов   | 2004 |  |  |  |  |  |
| 3  | Флаг Беларуси | Защ | Иван Тарабеш     | 2003 |  |  |  |  |  |
| 4  | Флаг Беларуси | Защ | Алексей Фирсов   | 2002 |  |  |  |  |  |
| 5  | Флаг Беларуси | Защ | Никита Тарбяков  | 2002 |  |  |  |  |  |
| 9  | Флаг Беларуси | Защ | Станислав Кендыш | 2006 |  |  |  |  |  |
| 11 | Флаг Беларуси | Защ | Артём Кильиманов | 1998 |  |  |  |  |  |
| 21 | Флаг Беларуси | Защ | Дмитрий Болбат   | 2002 |  |  |  |  |  |
| 32 | Флаг Беларуси | Защ | Артём Крутько    | 2006 |  |  |  |  |  |
|    |               |     |                  |      |  |  |  |  |  |
| 8  | Флаг Беларуси | ПЗ  | Даниил Кипра     | 2001 |  |  |  |  |  |

| 10 | Флаг Беларуси | ПЗ  | Антон Сорокин      | 1996 |  |  |  |  |  |
| 12 | Флаг Беларуси | ПЗ  | Егор Михей         | 2000 |  |  |  |  |  |
| 77 | Флаг Беларуси | ПЗ  | Кирилл Киркицкий   | 2002 |  |  |  |  |  |
| 99 | Флаг Беларуси | ПЗ  | Александр Савицкий | 2004 |  |  |  |  |  |
|    |               |     |                    |      |  |  |  |  |  |
| 7  | Флаг России   | Нап | Владислав Мызгин   | 1996 |  |  |  |  |  |
| 15 | Флаг Беларуси | Нап | Максим Ткацевич    | 2001 |  |  |  |  |  |
| 17 | Флаг России   | Нап | Линар Мухаметшин   | 1999 |  |  |  |  |  |
| 18 | Флаг Беларуси | Нап | Марат Лукьянов     | 2004 |  |  |  |  |  |
| 22 | Флаг России   | Нап | Иван Барцев        | 2002 |  |  |  |  |  |
| 30 | Флаг Беларуси | Нап | Тихон Плакса       | 2004 |  |  |  |  |  |
| 91 | Флаг России   | Нап | Сергей Архипов     | 1996 |  |  |  |  |  |

## Стадион
Матчи проводит на стадионе «Локомотив» — 3749 мест, размеры поля 105x68, дата появления стадиона 21 сентября 1944 г. С сентября 1999 г. — до мая 2004 г. велось строительство Западной трибуны. В перспективе будет построено ещё 3 трибуны по периметру поля и стадион станет вмещать около 10.000 зрителей.
На стадионе «Локомотив» частично снимался фильм про Фёдора Черенкова.

## Названия
Считается, что клуб был основан в 1945 году под названием «Локомотив». Выступал под названиями:
- 1945 — «Локомотив»
- 1946 — в/ч «Барановичи»
- 1947—1949 — «Динамо»
- 1950—1952 — «Локомотив»
- 1953—1956 — «Пищевик»
- 1957—1959 — «Барановичи»
- 1960 — «Промкомбинат»
- 1961 — «Локомотив»
- 1962 — «Салют»
- 1963—1964 — «Локомотив»
- 1965—1967 — «Текстильщик»
- 1968 — «Локомотив»
- В 1969—1972 годах в чемпионате БССР одновременно выступали 2 барановичских команды («Локомотив» и «Текстильщик»).
- 1973—1984 — «Локомотив»
- 1985—1989 — «Текстильщик»
- 1990 — «Барановичи»
- 1991 — «Химик»
- 1993 — «Текстильщик»
- 1993—1995 — «Метапол»
- с 1995 — «Барановичи»

## Статистика выступлений
| Сезон | Лига             | И  | В  | Н  | П  | М     | О  | Место   | Прим. | Бомбардир                     |
| ----- | ---------------- | -- | -- | -- | -- | ----- | -- | ------- | ----- | ----------------------------- |
| 2001  | Вторая лига (Д3) | 34 | 18 | 9  | 7  | 63-34 | 63 | 5 (18)  |       | С. Сергель — 15               |
| 2002  | Вторая лига (Д3) | 24 | 13 | 4  | 7  | 46-27 | 43 | 5 (13)  |       | С. Сергель — 14               |
| 2003  | Вторая лига (Д3) | 28 | 19 | 7  | 2  | 79-28 | 64 | 1 (12)  |       | С. Сергель — 24               |
| 2004  | Первая лига (Д2) | 30 | 13 | 5  | 12 | 41-38 | 44 | 7 (16)  |       | А. Жданович — 9               |
| 2005  | Первая лига (Д2) | 30 | 11 | 5  | 14 | 38-43 | 38 | 9 (16)  |       | А. Чудук — 15                 |
| 2006  | Первая лига (Д2) | 26 | 8  | 8  | 10 | 27-42 | 32 | 10 (14) |       | Д. Шумейко — 5                |
| 2007  | Первая лига (Д2) | 26 | 10 | 5  | 11 | 23-28 | 35 | 9 (14)  |       | Д. Хлебосолов — 7             |
| 2008  | Первая лига (Д2) | 26 | 7  | 5  | 14 | 24-40 | 26 | 9 (14)  |       | Д. Хлебосолов — 14            |
| 2009  | Первая лига (Д2) | 26 | 10 | 8  | 8  | 39-33 | 38 | 6 (14)  |       | М. Колядко — 15               |
| 2010  | Первая лига (Д2) | 30 | 11 | 10 | 9  | 31-37 | 43 | 6 (16)  |       | Д. Герман — 8                 |
| 2011  | Первая лига (Д2) | 30 | 0  | 3  | 27 | 10-90 | 3  | 16 (16) |       | А. Артюх Е. Бакун — по 2      |
| 2012  | Вторая лига (Д3) | 36 | 10 | 10 | 16 | 33-42 | 40 | 13      |       | Д. Федорцов — 8               |
| 2013  | Вторая лига (Д3) | 24 | 11 | 3  | 10 | 37-33 | 36 | 5       |       | Д. Домашевич — 9              |
| 2014  | Вторая лига (Д3) | 36 | 23 | 8  | 4  | 88-32 | 78 | 1       |       | А. Довгилевич — 16            |
| 2015  | Первая лига (Д2) | 30 | 8  | 8  | 14 | 36-49 | 32 | 13 (16) |       | Д. Федорцов — 9               |
| 2016  | Первая лига (Д2) | 26 | 4  | 8  | 14 | 33-52 | 20 | 13 (16) |       | Д. Федорцов — 8               |
| 2017  | Первая лига (Д2) | 30 | 7  | 10 | 13 | 34-47 | 31 | 12 (16) |       | А. Зеленевский С. Крот — по 6 |
| 2018  | Первая лига (Д2) | 28 | 4  | 7  | 17 | 17-42 | 19 | 14 (15) |       | А. Вакулич — 3                |
| 2019  | Первая лига (Д2) | 28 | 2  | 3  | 23 | 12-80 | 9  | 15 (15) |       | 3 игрока — по 2               |
| 2020* | Вторая лига (Д3) | 26 | 15 | 4  | 7  | 84-43 | 49 | 4 (22)  | **    | Д. Хлебосолов — 24            |
| 2020* | Вторая лига (Д3) | 6  | 1  | 2  | 3  | 10-19 | 5  | 4 (22)  | **    | Д. Хлебосолов — 24            |
| 2021  | Первая лига (Д2) | 32 | 6  | 7  | 19 | 35-70 | 25 | 10 (12) |       | М. Артюх — 11                 |

* Первенство 2020 года проходило в 2 этапа: две группы по 11 команд на 1-м этапе и для шести команд (по 3 из каждой группы) — итоговый турнир. В первой строке приведены общие показатели сыгранных командой матчей. Во второй строке приведены результаты сыгранных матчей на втором этапе (итоговом турнире) за выход в Д2.
** Команда вышла в Д2 в связи с отказом в участии некоторых команд.

## Тренеры
- Витко Семён Степанович (1993—1994)
- Демух Юрий Дмитриевич (1995—1996)
- Шолохов Михаил Владимирович (1997)
- Красовский, Валерий Никодимович (1999—2002)
- Хлебосолов, Андрей Николаевич (2003—2008)
- Кипра Андрей Михайлович (2009—2012)
- Кунаш Игорь Евгеньевич (2013—2016)
- Хлебосолов, Андрей Николаевич (2016)
- Вергеенко, Алексей Михайлович (2017)
- Крутов Иван Игоревич (2017—2018)
- Кипра Андрей Михайлович (2018—2019)
- Хлебосолов, Андрей Николаевич (2019)
- Яцына Денис Олегович (2019)
- Хлебосолов, Андрей Николаевич (2019—2021)
- Король, Олег Иванович (2021 — 18 августа 2022)
- Кипра Андрей Михайлович (22 августа 2022 — 19 августа 2024)

## Гимн
Стихи и музыка Фёдора Жиляка, исполняет Виктор Куров.
Гимн ФК «Барановичи» был написан в 90-е годы, но на стадионе начал прокручиваться лишь с 2006 года. Длительность песни, которую исполняет барановичская группа «Явар» 2 минуты 46 секунд.